# Triple couronne en sport automobile
 (février 2020).
- Si vous ne connaissez pas le sujet, laissez ce bandeau (vous pouvez alors contacter les auteurs).
- Si vous supprimez le contenu mis en cause (vous pouvez préalablement contacter les auteurs),

argumentez précisément cette suppression dans la page de discussion
(un manque de référence n'est pas un argument ; une recherche réelle de référence doit avoir été effectuée, être formellement documentée).

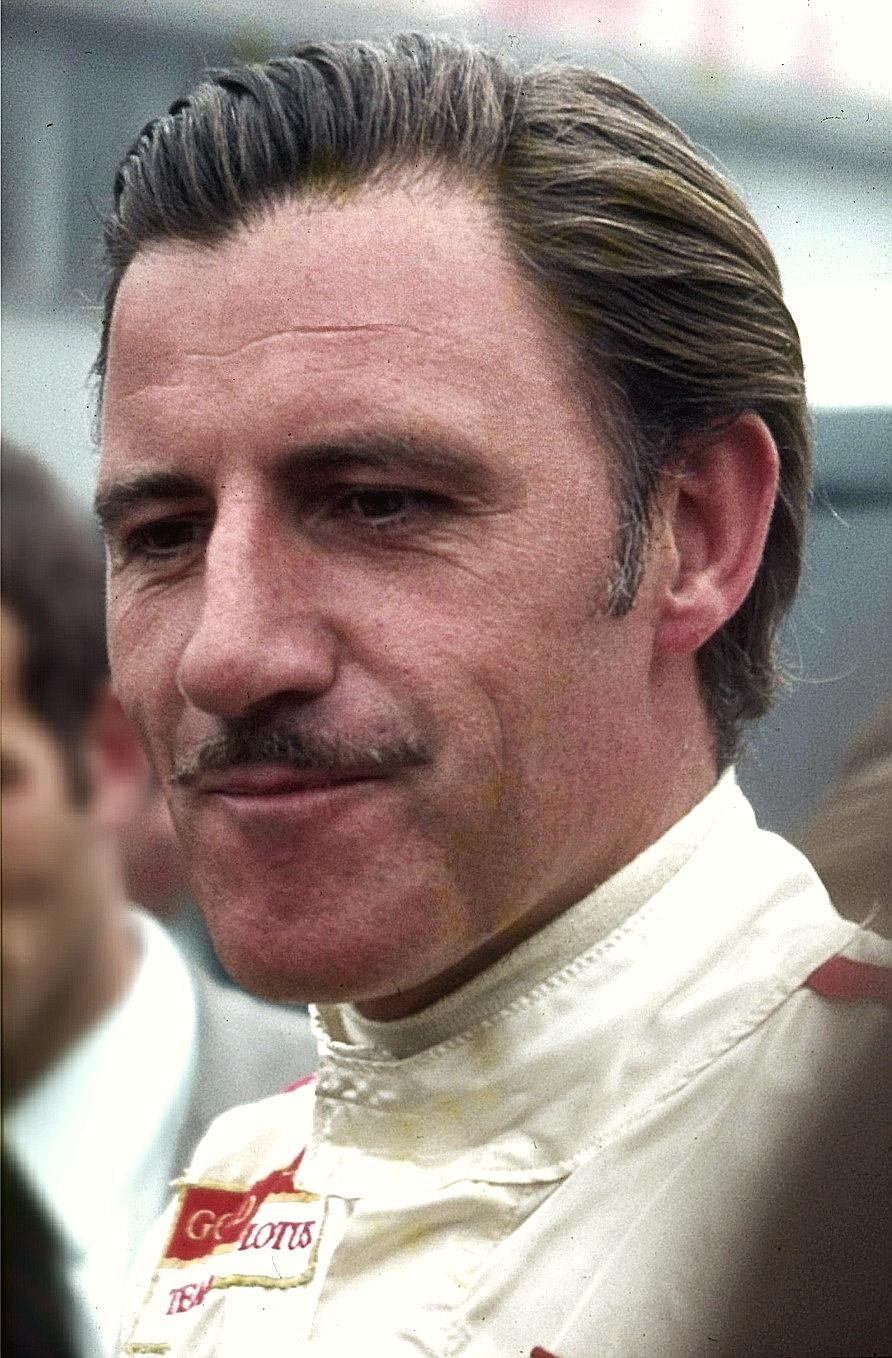
Graham Hill en 1969, l'unique détenteur de la triple couronne au sens classique.

En sport automobile, la « Triple couronne » est le fait, pour un pilote, de remporter les trois épreuves les plus prestigieuses du calendrier international sur circuit automobile : le Grand Prix de Monaco de Formule 1 qui se tient généralement en mai, les 500 miles d'Indianapolis en Indy Car également en mai, et les 24 Heures du Mans en Championnat du monde d'endurance FIA en juin. 
Quintuple vainqueur du Grand Prix de Monaco en plus de ses succès au Mans et à Indianapolis, Graham Hill en est le seul détenteur. Deux pilotes en activité sont aujourd'hui à même de le rejoindre : Juan Pablo Montoya (victorieux à Indianapolis en 2000 et 2015 et à Monaco en 2003) et Fernando Alonso (victorieux à Monaco en 2006 et 2007 et au Mans en 2018 et 2019).

## Histoire
La première mention d'une triple couronne à l'échelle mondiale au sein du sport automobile, semble provenir de Graham Hill lui-meme lors d'une interview en 1975, quelques mois avant son accident mortel. Le champion du monde de Formule 1 en 1962 et 1968, a remporté les 500 miles d'Indianapolis en 1966, les 24 Heures du Mans en 1972 et le Grand Prix de Monaco en 1963, 1964, 1965, 1968 et 1969. Toutefois, ce dernier fait référence au titre de champion de Formule 1, et non au Grand Prix de Monaco.
Jim Clark a remporté en 1965, les 500 miles d'Indianapolis et le championnat du monde de Formule 1. Sa participation à Indianapolis l'a d'ailleurs obligé à renoncer au Grand Prix de Monaco qui se déroule souvent le même week-end.
En 1967, A. J. Foyt s'est imposé aux 500 miles d'Indianapolis et aux 24 Heures du Mans à seulement deux semaines d'intervalle.
En 2017, Fernando Alonso déclare viser la triple couronne et s'engage aux 500 miles d'Indianapolis, et relance médiatiquement le concept de la triple couronne, mais il abandonne au bout de 179 tours. Il remporte l'année suivante les 24 Heures du Mans 2018 avec Toyota. En 2019, le pilote espagnol ne parvient pas à se qualifier pour les 500 miles d'Indianapolis.
En 2018, Juan Pablo Montoya s'engage à plein temps en endurance en WeatherTech SportsCar Championship et se classe septième des 24 Heures du Mans pour sa première participation à l'épreuve mancelle.
Seuls deux constructeurs ont permis à leurs pilotes de remporter les trois épreuves formant la triple couronne : Mercedes-Benz et McLaren. D'autres constructeurs (Peugeot, Bugatti, Alfa Romeo, Ferrari, Lotus, Maserati et Renault) en ont remporté deux sur trois.

## Meilleurs résultats

### Détenteur de la Triple couronne
Seul le pilote anglais Graham Hill a réalisé cette performance (vainqueur à Monaco en 1963, 1964, 1965, 1968 et 1969 ; vainqueur à Indianapolis en 1966 ; et au Mans en 1972).
| Pilote      | Grand Prix de Monaco           | 24 Heures du Mans | 500 miles d'Indianapolis |
| ----------- | ------------------------------ | ----------------- | ------------------------ |
| Graham Hill | 1963, 1964, 1965, 1968 et 1969 | 1972              | 1966                     |

### Victoire dans deux épreuves
Le tableau ci-dessous détaille les meilleurs résultats des pilotes qui ont remporté deux des trois épreuves. 
| Pilote              | Grand Prix de Monaco | 24 Heures du Mans | 500 miles d'Indianapolis     |
| ------------------- | -------------------- | ----------------- | ---------------------------- |
| Tazio Nuvolari      | 1932                 | 1933              | Non-qualifié en 1938         |
| Maurice Trintignant | 1955 et 1958         | 1954              | -                            |
| A. J. Foyt          | -                    | 1967              | 1961, 1964, 1967 et 1977     |
| Bruce McLaren       | 1962                 | 1966              | Non-qualifié en 1968 et 1970 |
| Jochen Rindt        | 1970                 | 1965              | Abandons en 1967 et 1968     |
| Juan Pablo Montoya  | 2003                 | 7e en 2018        | 2000 et 2015                 |
| Fernando Alonso     | 2006 et 2007         | 2018 et 2019      | 21e en 2020                  |

Code du tableau : les pilotes en activité sont inscrits avec un feu vert 

### Victoire dans une épreuve
Le tableau ci-dessous détaille les meilleurs résultats des pilotes qui ont remporté une épreuve et participé à au moins une autre des trois épreuves.
| Pilote                | Grand Prix de Monaco              | 24 Heures du Mans                                         | 500 miles d'Indianapolis     |
| --------------------- | --------------------------------- | --------------------------------------------------------- | ---------------------------- |
| John Duff             | -                                 | 1924                                                      | 9e en 1926                   |
| René Dreyfus          | 1930                              | 3e en 1937                                                | 10e en 1940                  |
| Louis Chiron          | 1931                              | Abandon en 1928, 1929, 1931, 1932, 1933, 1937, 1938, 1953 | 7e en 1929                   |
| Francis Curzon        | Abandon en 1931                   | 1931                                                      | -                            |
| Raymond Sommer        | 6e en 1935                        | 1932 et 1933                                              | -                            |
| Achille Varzi         | 1933                              | Abandon en 1931                                           | Non-qualifié en 1946         |
| Guy Moll              | 1934                              | Abandon en 1933                                           | -                            |
| Philippe Étancelin    | 4e 1935                           | 1934                                                      | -                            |
| Rudolf Caracciola     | 1936                              | Abandon en 1930                                           | Non-qualifié en 1946         |
| Jean-Pierre Wimille   | 6e en 1936                        | 1937 et 1939                                              | -                            |
| Eugène Chaboud        | 7e en 1948                        | 1938                                                      | -                            |
| Giuseppe Farina       | 1948                              | Abandon en 1953                                           | Non-qualifié en 1956 et 1957 |
| Louis Rosier          | Abandon en 1950, 1952, 1955, 1956 | 1950                                                      | -                            |
| José Froilán González | Abandon en 1950                   | 1954                                                      | -                            |
| Juan Manuel Fangio    | 1955 et 1957                      | Abandon en 1950, 1951, 1953 et 1955                       | Non-qualifié en 1958         |
| Mike Hawthorn         | Abandon en 1955, 1957 et 1958     | 1955                                                      | -                            |
| Stirling Moss         | 1956, 1960 et 1961                | 2e en 1953 et 1956                                        | -                            |
| Phil Hill             | 2e en 1962                        | 1958, 1961 et 1962                                        | -                            |
| Jack Brabham          | 1959                              | 15e en 1957                                               | 9e en 1961                   |
| Paul Frère            | 8e en 1955                        | 1960                                                      | -                            |
| Lorenzo Bandini       | 2e en 1965 et 1966                | 1963                                                      | -                            |
| Ludovico Scarfiotti   | 4e en 1968                        | 1963                                                      | -                            |
| Jim Clark             | 4e en 1964                        | 3e en 1960                                                | 1965                         |
| Masten Gregory        | 3e en 1957                        | 1965                                                      | Abandon en 1965              |
| Jackie Stewart        | 1966, 1971 et 1973                | 10e en 1965                                               | 6e en 1966                   |
| Chris Amon            | 3e en 1967                        | 1966                                                      | -                            |
| Denny Hulme           | 1967                              | 2e en 1966                                                | 4e en 1967 et 1968           |
| Dan Gurney            | 5e en 1961                        | 1967                                                      | 2e en 1968 et 1969           |
| Pedro Rodríguez       | 5e en 1967                        | 1968                                                      | -                            |
| Lucien Bianchi        | 3e en 1968                        | 1968                                                      | -                            |
| Jacky Ickx            | 2e en 1972                        | 1969, 1975, 1976, 1977, 1981 et 1982                      | -                            |
| Mario Andretti        | 7e en 1980                        | 2e en 1995                                                | 1969                         |
| Jean-Pierre Beltoise  | 1972                              | 4e en 1969                                                | -                            |
| Helmut Marko          | 8e en 1972                        | 1971                                                      | -                            |
| Mark Donohue          | Abandon en 1975                   | 4e en 1967                                                | 1972                         |
| Henri Pescarolo       | 3e en 1970                        | 1972, 1973, 1974 et 1984                                  | -                            |
| Ronnie Peterson       | 1974                              | Abandon en 1970                                           | -                            |
| Patrick Depailler     | 1978                              | Abandon en 1967                                           | -                            |
| Didier Pironi         | 2e en 1982                        | 1978                                                      | -                            |
| Carlos Reutemann      | 1980                              | Abandon en 1973                                           | -                            |
| Riccardo Patrese      | 1982                              | Abandon en 1981, 1982, 1997                               | -                            |
| Vern Schuppan         | Abandon en 1974                   | 1983                                                      | 3e en 1981                   |
| Danny Sullivan        | 5e en 1983                        | 3e en 1994                                                | 1985                         |
| Emerson Fittipaldi    | 2e en 1973 et 1975                | -                                                         | 1989 et 1993                 |
| Michael Schumacher    | 1994, 1995, 1997, 1999 et 2001    | 5e en 1991                                                | -                            |
| Jacques Villeneuve    | 4e en 2001                        | 2e en 2008                                                | 1995                         |
| JJ Lehto              | 7e en 1994                        | 1995 et 2005                                              | -                            |
| Olivier Panis         | 1996                              | 5e en 2009 et 2011                                        | -                            |
| Davy Jones            | -                                 | 1996                                                      | 2e en 1996                   |
| Alexander Wurz        | 6e en 1999                        | 1996 et 2009                                              | -                            |
| Michele Alboreto      | 2e en 1985                        | 1997                                                      | Abandon en 1996              |
| Stefan Johansson      | 10e en 1986                       | 1997                                                      | 11e en 1993                  |
| Eddie Cheever         | 5e en 1981                        | 5e en 1987                                                | 1998                         |
| David Coulthard       | 2000 et 2002                      | Disqualifié en 1993                                       | -                            |
| Emanuele Pirro        | 5e en 1991                        | 2000, 2001, 2002, 2006 et 2007                            | -                            |
| Scott Dixon           | -                                 | 20e en 2016                                               | 2008                         |
| Jenson Button         | 2009                              | 7e en 2025                                                | -                            |
| Marc Gené             | Abandon en 1999                   | 2009                                                      | -                            |
| Mark Webber           | 2010 et 2012                      | 2e en 2015                                                | -                            |
| Nico Hülkenberg       | 5e en 2014                        | 2015                                                      | -                            |
| Alexander Rossi       | -                                 | 23e en 2013                                               | 2016                         |
| Takuma Satō           | 17e en 2007                       | -                                                         | 2017 et 2020                 |
| Brendon Hartley       | Abandon en 2018                   | 2017, 2020 et 2022                                        | -                            |
| Sébastien Buemi       | 10e en 2010 et 2011               | 2018, 2019, 2020 et 2022                                  | -                            |
| Kazuki Nakajima       | 7e en 2008                        | 2018, 2019 et 2020                                        | -                            |
| Simon Pagenaud        | -                                 | 2e en 2011                                                | 2019                         |
| Mike Conway           | -                                 | 2021                                                      | 18e en 2009                  |
| Kamui Kobayashi       | 5e en 2011                        | 2021                                                      | -                            |
| Marcus Ericsson       | 11e en 2014 et 2018               | -                                                         | 2022                         |
| Antonio Giovinazzi    | 10e en 2021                       | 2023                                                      | -                            |
| Álex Palou            | -                                 | 7e en 2024                                                | 2025                         |
| Robert Kubica         | 2e en 2008                        | 2025                                                      | -                            |

Code du tableau : les pilotes en activité sont inscrits avec un feu vert 

### Participation aux trois épreuves
Le tableau ci-dessous détaille les meilleurs résultats des pilotes qui ont participé aux trois épreuves sans jamais en remporter une seule.
| Pilote             | Grand Prix de Monaco           | 24 Heures du Mans        | 500 miles d'Indianapolis |
| ------------------ | ------------------------------ | ------------------------ | ------------------------ |
| Luigi Villoresi    | 5e en 1948 et 1955             | Abandon en 1952 et 1953  | 7e en 1946               |
| Alberto Ascari     | 2e en 1950                     | Abandon en 1952 et 1953  | Abandon en 1952          |
| Richie Ginther     | 2e en 1961, 1963 et 1964       | Non-classé en 1963       | Non-qualifié en 1967     |
| Peter Revson       | 5e en 1973                     | Abandon en 1965 et 1968  | 2e en 1971               |
| Clay Regazzoni     | 2e en 1979                     | Abandon en 1970          | Abandon en 1977          |
| Héctor Rebaque     | Non-qualifié en 1981           | Abandon en 1974          | 13e en 1982              |
| Derek Daly         | 6e en 1982                     | 4e en 1988               | 12e en 1985              |
| Michael Andretti   | 8e en 1993                     | 3e en 1983               | 2e en 1991               |
| Teo Fabi           | 8e en 1987                     | 2e en 1993               | 9e en 1993               |
| Jean Alesi         | 2e en 1990                     | 16e en 2010              | Disqualifié en 2012      |
| Nigel Mansell      | 2e en 1991 et 1992             | Abandon en 2010          | 3e en 1993               |
| Rubens Barrichello | 2e en 1997, 2000, 2001 et 2009 | 13e en 2017              | 11e en 2012              |
| Shinji Nakano      | 9e en 1998                     | 14e en 2011              | 14e en 2003              |
| Justin Wilson      | Abandon en 2003                | Abandon en 2004          | 5e en 2013               |
| Sébastien Bourdais | 8e en 2009                     | 2e en 2007, 2009 et 2011 | 7e en 2014               |
| Max Chilton        | 14e en 2013 et 2014            | Abandon en 2015          | 4e en 2017               |
| Romain Grosjean    | 8e en 2014 et 2017             | 13e en 2024              | 19e en 2024              |

Code du tableau : les pilotes en activité sont inscrits avec un feu vert 

## Autres définitions
La triple couronne n'ayant aucune valeur officielle, elle fait l'objet de plusieurs interprétations.

### Triple couronne des championnats
On désigne parfois comme triple couronne la victoire aux 24 Heures du Mans, le titre du championnat du monde de Formule 1 et celui du championnat nord-américain de monoplaces. Si aucun pilote n'a remporté cette triple couronne, Jacques Villeneuve, avec ses titres en CART en 1995 et en Formule 1 en 1997 en était le plus proche. En 1995, Mario Andretti était également passé près de la triple couronne en terminant deuxième au Mans.
| Pilote             | 24 Heures du Mans | Champion F1 | Champion IndyCar |
| ------------------ | ----------------- | ----------- | ---------------- |
| Mike Hawthorn      | ✔️                | ✔️          | ❌               |
| Phil Hill          | ✔️                | ✔️          | ❌               |
| Graham Hill        | ✔️                | ✔️          | ❌               |
| Jochen Rindt       | ✔️                | ✔️          | ❌               |
| A. J. Foyt         | ✔️                | ❌          | ✔️               |
| Emerson Fittipaldi | ❌                | ✔️          | ✔️               |
| Mario Andretti     | ❌                | ✔️          | ✔️               |
| Nigel Mansell      | ❌                | ✔️          | ✔️               |
| Jacques Villeneuve | ❌                | ✔️          | ✔️               |
| Fernando Alonso    | ✔️                | ✔️          | ❌               |

Code du tableau : les pilotes en activité sont inscrits avec un feu vert 

### Triple couronne de catégories
Il existe dans différentes catégories du sport automobile une triple couronne propre à chacune d'entre elles.

#### Endurance
En endurance, on parle de Triple Couronne, avec les 24 Heures de Daytona et les 12 Heures de Sebring (deux épreuves américaines) qui s'ajoutent à la victoire mancelle. 
Elle a été remportée par A. J. Foyt, Hans Herrmann, Jackie Oliver, Jacky Ickx, Al Holbert, Hurley Haywood, Mauro Baldi, Andy Wallace, Marco Werner et Timo Bernhard. 
Le premier d'entre eux fut Hans Herrmann en 1970. Hurley Haywood a remporté dix courses lors de ces trois compétitions, suivi par Jacky Ickx avec neuf succès et Al Holbert et Marco Werner avec sept victoires.
| Pilote         | 24 Heures de Daytona           | 12 Heures de Sebring | 24 Heures du Mans                    |
| -------------- | ------------------------------ | -------------------- | ------------------------------------ |
| Phil Hill      | 1964 (2 000 km)                | 1958 et 1961         | 1958, 1961 et 1962                   |
| Dan Gurney     | 1962 (3 Heures)                | 1959                 | 1967                                 |
| Hans Herrmann  | 1968                           | 1960 et 1968         | 1970                                 |
| Jackie Oliver  | 1971                           | 1969                 | 1969                                 |
| Jacky Ickx     | 1972 (6 Heures)                | 1969 et 1972         | 1969, 1975, 1976, 1977, 1981 et 1982 |
| Hurley Haywood | 1973, 1975, 1977, 1979 et 1991 | 1973 et 1991         | 1977, 1983 et 1994                   |
| A. J. Foyt     | 1983 et 1985                   | 1988                 | 1967                                 |
| Al Holbert     | 1986 et 1987                   | 1976 et 1981         | 1983, 1986 et 1987                   |
| Andy Wallace   | 1990, 1997 et 1999             | 1992 et 1993         | 1988                                 |
| Mauro Baldi    | 1998 et 2002                   | 1998                 | 1994                                 |
| Marco Werner   | 1995                           | 2003, 2005 et 2007   | 2005, 2006 et 2007                   |
| Timo Bernhard  | 2003                           | 2008                 | 2010 et 2017                         |

77 pilotes ont remporté au moins deux de ces trois épreuves (le fait que ces trois courses ait, au cours de leur histoire, fait partie simultanément du championnat du monde des voitures de sport, de l'United SportsCar Championship ou du championnat du monde d'endurance FIA peut expliquer ce nombre important) :
| Pilote                | Le Mans | Sebring | Daytona |
| --------------------- | ------- | ------- | ------- |
| Laurent Aïello        | ✔️      | ✔️      | ❌      |
| Michele Alboreto      | ✔️      | ✔️      | ❌      |
| Earl Bamber           | ✔️      | ✔️      | ❌      |
| Lucien Bianchi        | ✔️      | ✔️      | ❌      |
| Frank Biela           | ✔️      | ✔️      | ❌      |
| Geoff Brabham         | ✔️      | ✔️      | ❌      |
| Rinaldo Capello       | ✔️      | ✔️      | ❌      |
| Yannick Dalmas        | ✔️      | ✔️      | ❌      |
| Romain Dumas          | ✔️      | ✔️      | ❌      |
| Loïc Duval            | ✔️      | ✔️      | ❌      |
| Marcel Fässler        | ✔️      | ✔️      | ❌      |
| Olivier Gendebien     | ✔️      | ✔️      | ❌      |
| Marc Gené             | ✔️      | ✔️      | ❌      |
| Mike Hawthorn         | ✔️      | ✔️      | ❌      |
| Johnny Herbert        | ✔️      | ✔️      | ❌      |
| Neel Jani             | ✔️      | ✔️      | ❌      |
| Stefan Johansson      | ✔️      | ✔️      | ❌      |
| Tom Kristensen        | ✔️      | ✔️      | ❌      |
| Gérard Larrousse      | ✔️      | ✔️      | ❌      |
| JJ Lehto              | ✔️      | ✔️      | ❌      |
| Klaus Ludwig          | ✔️      | ✔️      | ❌      |
| Jochen Mass           | ✔️      | ✔️      | ❌      |
| Bruce McLaren         | ✔️      | ✔️      | ❌      |
| Allan McNish          | ✔️      | ✔️      | ❌      |
| Emanuele Pirro        | ✔️      | ✔️      | ❌      |
| Ludovico Scarfiotti   | ✔️      | ✔️      | ❌      |
| Hans-Joachim Stuck    | ✔️      | ✔️      | ❌      |
| Benoît Tréluyer       | ✔️      | ✔️      | ❌      |
| Nino Vaccarella       | ✔️      | ✔️      | ❌      |
| Alexander Wurz        | ✔️      | ✔️      | ❌      |
| Mario Andretti        | ❌      | ✔️      | ✔️      |
| João Barbosa          | ❌      | ✔️      | ✔️      |
| Sébastien Bourdais    | ❌      | ✔️      | ✔️      |
| Ed Brown              | ❌      | ✔️      | ✔️      |
| Emmanuel Collard      | ❌      | ✔️      | ✔️      |
| Luís Felipe Derani    | ❌      | ✔️      | ✔️      |
| Vic Elford            | ❌      | ✔️      | ✔️      |
| Christian Fittipaldi  | ❌      | ✔️      | ✔️      |
| John Fitzpatrick      | ❌      | ✔️      | ✔️      |
| Bob Garretson         | ❌      | ✔️      | ✔️      |
| Peter Gregg           | ❌      | ✔️      | ✔️      |
| Dave Helmick          | ❌      | ✔️      | ✔️      |
| Oliver Jarvis         | ❌      | ✔️      | ✔️      |
| Arie Luyendyk         | ❌      | ✔️      | ✔️      |
| Ken Miles             | ❌      | ✔️      | ✔️      |
| Steve Millen          | ❌      | ✔️      | ✔️      |
| Giampiero Moretti     | ❌      | ✔️      | ✔️      |
| Johnny O'Connell      | ❌      | ✔️      | ✔️      |
| Jim Pace              | ❌      | ✔️      | ✔️      |
| John Paul Jr.         | ❌      | ✔️      | ✔️      |
| John Paul Sr.         | ❌      | ✔️      | ✔️      |
| Scott Pruett          | ❌      | ✔️      | ✔️      |
| Bobby Rahal           | ❌      | ✔️      | ✔️      |
| Brian Redman          | ❌      | ✔️      | ✔️      |
| Chip Robinson         | ❌      | ✔️      | ✔️      |
| Memo Rojas            | ❌      | ✔️      | ✔️      |
| Lloyd Ruby            | ❌      | ✔️      | ✔️      |
| Scott Sharp           | ❌      | ✔️      | ✔️      |
| Joseph Siffert        | ❌      | ✔️      | ✔️      |
| Jordan Taylor         | ❌      | ✔️      | ✔️      |
| Ricky Taylor          | ❌      | ✔️      | ✔️      |
| Wayne Taylor          | ❌      | ✔️      | ✔️      |
| Didier Theys          | ❌      | ✔️      | ✔️      |
| Bob Wollek            | ❌      | ✔️      | ✔️      |
| Johannes van Overbeek | ❌      | ✔️      | ✔️      |
| Felipe Nasr           | ❌      | ✔️      | ✔️      |
| Fernando Alonso       | ✔️      | ❌      | ✔️      |
| Chris Amon            | ✔️      | ❌      | ✔️      |
| Lorenzo Bandini       | ✔️      | ❌      | ✔️      |
| Derek Bell            | ✔️      | ❌      | ✔️      |
| Christophe Bouchut    | ✔️      | ❌      | ✔️      |
| Martin Brundle        | ✔️      | ❌      | ✔️      |
| Davy Jones            | ✔️      | ❌      | ✔️      |
| Kamui Kobayashi       | ✔️      | ❌      | ✔️      |
| Louis Krages          | ✔️      | ❌      | ✔️      |
| Jan Lammers           | ✔️      | ❌      | ✔️      |
| John Nielsen          | ✔️      | ❌      | ✔️      |
| Henri Pescarolo       | ✔️      | ❌      | ✔️      |
| Mike Rockenfeller     | ✔️      | ❌      | ✔️      |
| Pedro Rodríguez       | ✔️      | ❌      | ✔️      |

Code du tableau : les pilotes en activité sont inscrits avec un feu vert 

#### IndyCar
« Indy Car » est un terme générique qui ne désigne pas nécessairement l'actuel championnat IndyCar Series, car pouvant évoquer des championnats majeurs de monoplace américains, qu'il s'agisse de l'AAA, de l'USAC, ou du CART / Champ Car.
De 1971 à 1980, le championnat américain de monoplaces de type IndyCar avait sa Triple couronne composée de trois épreuves de 500 milles du calendrier : les 500 miles d'Indianapolis, les Pocono 500 et les California 500. Al Unser est le seul pilote à avoir gagné ces trois courses dans la même saison, en 1978. 
En 1980, les California 500 (courus sur l'Ontario Motor Speedway) sont remplacés par le Michigan 500. Aucun pilote n'a remporté les trois épreuves au cours des années 1980. En 1989, l'arrêt de la course Pocono 500 met fin à la triple couronne.
La Triple Couronne d'IndyCar est relancée en 2013 dans une version similaire aux années 1971-1980 avec les 500 d'Indianapolis (en mai), le Pocono IndyCar 500 (en juillet), et MAVTV 500 (en octobre). Un prix d'un  million de dollars est offert pour le vainqueur des trois courses. En 2016, l'arrêt de la course de Fontana met à nouveau fin à la triple couronne.
Le tableau ci-dessous détaille les résultats des pilotes ayant remporté au moins deux courses parmi celles ayant composé la Triple couronne de l'IndyCar (500 miles d'Indianapolis, Pocono 500 et California 500 (de 1971 à 1980), Michigan 500 (de 1981 à 1989) ou MAVTV 500 (de 2013 à 2015)) lorsque cette Triple couronne a été reconnue officiellement.
| Pilote             | 500 miles d'Indianapolis | Pocono 500               | California 500           | Michigan 500        | MAVTV 500          |
| ------------------ | ------------------------ | ------------------------ | ------------------------ | ------------------- | ------------------ |
| Al Unser           | 1971, 1978 et 1987       | 1976 et 1978             | 1977 et 1978             | -                   | -                  |
| A.J. Foyt          | 1971                     | 1973, 1975, 1979 et 1981 | 1975 et 1979             | -                   | -                  |
| Mark Donohue       | 1972                     | 1971                     | 18e en 1971              | -                   | -                  |
| Joe Leonard        | 3e en 1967** et 1972     | 1972                     | 1971                     | -                   | -                  |
| Gordon Johncock    | 1973 et 1982             | 3e en 1974 et 1977       | 3e en 1976, 1978 et 1980 | 1982                | -                  |
| Johnny Rutherford  | 1974, 1976 et 1980       | 1974                     | 1980                     | 1986                |                    |
| Bobby Unser        | 1975 et 1981             | 1980                     | 1974 et 1976             | -                   | -                  |
| Rick Mears         | 1979, 1984 et 1988       | 1982, 1985 et 1987       | 2e en 1979               | -                   | -                  |
| Danny Sullivan     | 1985                     | 1984 et 1989             | -                        | 1988                | -                  |
| Mario Andretti     | Vainqueur en 1969**      | 1986                     | 2e en 1973               | 1984                | -                  |
| Emerson Fittipaldi | 1989                     | 6e en 1986               | -                        | 1985                | -                  |
| Bobby Rahal        | 1986                     | 1988                     | -                        | 2e en 1988          | -                  |
| Tony Kanaan        | 2013                     | 5e en 2017               | -                        | Vainqueur en 1999** | 2014               |
| Ryan Hunter-Reay   | 2014                     | 2015                     | -                        | -                   | 9e en 2013         |
| Juan Pablo Montoya | 2000** et 2015           | 2014                     | -                        | -                   | 4e en 2014 et 2015 |

Codes du tableau :
- Les pilotes ayant remporté les trois courses sont inscrits en caractères gras
- Les pilotes en activité sont inscrits avec un feu vert
- Hors de la Triple couronne officielle de l'IndyCar **

#### Nascar
Depuis 2005, la Nascar connaît, elle aussi, une triple couronne, non officielle, composée des Daytona 500, GEICO 500 et Coca-Cola 600 (épreuves qui faisaient partie du « Grand Chelem »  et qui se disputant en début d'année (le Southern 500 se dispute début septembre). Parmi les pilotes encore actifs, seuls Kevin Harvick et Jimmie Johnson ont remporté les trois courses de la triple couronne depuis 2005 mais jamais au cours de la même saison. Le tableau ci-dessous ne reprend les résultats des pilotes que depuis 2005, année d'instauration de cette Triple Couronne.
| Pilote             | Daytona 500        | GEICO 500          | Coca-Cola 600 |
| ------------------ | ------------------ | ------------------ | ------------- |
| Jeff Gordon        | 2005               | 2005 et 2007       | 4e en 2008    |
| Jimmie Johnson     | 2006 et 2013       | 2006 et 2011       | 2005 et 2014  |
| Kevin Harvick      | 2007               | 2010               | 2011 et 2013  |
| Brad Keselowski    | 3e en 2014         | 2009, 2012 et 2016 | 2020          |
| Kyle Busch         | 2e en 2019         | 2008               | 2018          |
| Kurt Busch         | 2017               | 2e en 2018         | 2010          |
| Dale Earnhardt Jr. | 2014               | 2015               | 3e en 2015    |
| Denny Hamlin       | 2016, 2019 et 2020 | 2014               | 2e en 2012    |
| Joey Logano        | 2015               | 2018               | 3e en 2011    |
| Austin Dillon      | 2018               | 3e en 2016         | 2017          |

Codes du tableau :
- Les pilotes ayant remporté les trois courses sont inscrits en caractères gras
- Les pilotes en activité sont inscrits avec un feu vert

#### Formule 3
Il existe une série d'épreuves spéciales en catégorie Formule 3 : le Grand Prix de Pau, les Masters de Formule 3 et le Grand Prix de Macao. Les Masters sont indépendants, ils ne font partie d'aucun championnat. L'épreuve paloise fait partie du championnat d'Europe et la course macanaise est l'unique manche de la Coupe intercontinentale. Le suédois Felix Rosenqvist est le seul pilote à avoir remporté ces trois épreuves. Le tableau ci-dessous détaille les résultats des pilotes ayant remporté au moins deux des trois épreuves.
| Pilote             | Grand Prix de Macao | Masters de Formule 3 | Grand Prix de Pau |
| ------------------ | ------------------- | -------------------- | ----------------- |
| David Coulthard    | 1991                | 1991                 | -                 |
| Pedro Lamy         | 2e en 1992          | 1992                 | 1993              |
| Jörg Müller        | 1993                | 2e en 1994           | 1996              |
| Jonathan Cochet    | 11e en 2000         | 2000                 | 2000              |
| Takuma Satō        | 2001                | 2001                 | -                 |
| Fábio Carbone      | 2e en 2003          | 2002                 | 2003              |
| Nicolas Lapierre   | 2003                | 4e en 2003           | 2004              |
| Alexandre Prémat   | 2004                | 2004                 | 22e en 2003       |
| Lewis Hamilton     | 14e en 2004         | 2005                 | 2005              |
| Felix Rosenqvist   | 2014 et 2015        | 2011 et 2013         | 2014              |
| Daniel Juncadella  | 2011                | 2012                 | 3e en 2011        |
| Antonio Giovinazzi | 4e en 2015          | 2015                 | 2015              |

Codes du tableau :
- Les pilotes ayant remporté les trois courses sont inscrits en caractères gras
- Les pilotes en activité (dans d'autres catégories) sont inscrits avec un feu vert

#### Supercars Championship
En Australie, il est dit qu'un pilote remporte la triple couronne quand il a gagné les courses de Sandown 500 et Bathurst 1000 ainsi que le championnat. Seuls deux pilote l'ont réussi sur une seule saison : Peter Brock en 1978 et en 1980 ainsi que Craig Lowndes en 1996.
| Pilote            | Sandown 500                                            | Bathurst 1000                                          | Championnat                                |
| ----------------- | ------------------------------------------------------ | ------------------------------------------------------ | ------------------------------------------ |
| Allan Moffat      | 1969, 1970, 1974, 1982, 1983 et 1988                   | 1970, 1971, 1973 et 1977                               | 1973, 1976, 1977 et 1983                   |
| Colin Bond        | 1971                                                   | 1968                                                   | 1975                                       |
| Peter Brock       | 1973, 1975, 1976, 1977, 1978, 1979, 1980, 1981 et 1984 | 1972, 1975, 1978, 1979, 1980, 1982, 1983, 1984 et 1987 | 1974, 1978 et 1980                         |
| Jim Richards      | 1985 et 1989                                           | 1978, 1979, 1980, 1991, 1992, 1998 et 2002             | 1985, 1987, 1990 et 1991                   |
| Dick Johnson      | 1994 et 1995                                           | 1981, 1989 et 1994                                     | 1981, 1982, 1984, 1988 et 1989             |
| John Bowe         | 1994, 1995 et 2001                                     | 1989 et 1994                                           | 1995                                       |
| Mark Skaife       | 1989 et 2003                                           | 1991, 1992, 2001, 2002, 2005 et 2010                   | 1992, 1994, 2000, 2001 et 2002             |
| Russell Ingall    | 1998                                                   | 1995 et 1997                                           | 2005                                       |
| Craig Lowndes     | 1996, 1997, 2005, 2007 et 2012                         | 1996, 2006, 2007, 2008, 2010, 2015 et 2018             | 1996, 1998 et 1999                         |
| Garth Tander      | 2016                                                   | 2000, 2009 et 2011                                     | 2007                                       |
| Mark Winterbottom | 2006 et 2015                                           | 2013                                                   | 2015                                       |
| Jamie Whincup     | 2007, 2013, 2014 et 2018                               | 2006, 2007, 2008 et 2012                               | 2008, 2009, 2011, 2012, 2013, 2014 et 2017 |

Code du tableau : les pilotes en activité sont inscrits avec un feu vert 